# Митрополит захумско-херцеговачки Серафим
Серафим Перовић (Горица код Требиња, 22. јун 1827 — Мостар, 17. фебруар 1903) био је митрополит захумско-херцеговачки 1889-1903.

## Биографија
Родио се у селу Горици, котар требињски, у Херцеговини, 22. јуна 1827. од оца Јова и мајке Анице рођене Укропљина. На крштењу је добио име Сава. Детињство је провео у манастиру Дужи код стрица Партенија који је ту био игуман. Ту је стекао писменост (научио је буквар, часловац и псалтир). У манастиру Дужи се замонашио 1848. године и добио име Серафим. Митрополит херцеговачки Јосиф га је 8. новембра 1848. посветио у чин ђакона, а 6. децембра 1848. у чин јеромонаха. Остао је као јеромонах у манастиру Дужи до 1853. године.
Исте 1853. године је уписао Богословију у Београду. Захваљујући заузимању Ђорђа Николајевића који је тада био прота у Дубровнику, а касније митрополит дабробосански, примљени су Серафим Перовић и Нићифор Дучић код тадашњег митрополита Петра Јовановића у Београду на Богословију као државни стипендисти. Обијица са завршили Богословију 1857. и вратили се у манастир Дужи августа 1857. године. Позвала их је тада сарајевска српска црквена општина за учитеље. Међутим, народ из Мостара их приволи да остану као учитељи у мостарској српској школи. Ту је Серафим био до 1858. када је отишао у манастир Житомислић где га је тадашњи митрополит херцеговачки Григорије октобра 1858. произвео у чин игумана и поставио за старешину овог манастира. Дана 6. јуна 1864. тадашњи митрополит херцеговачки Прокопије га је произвео у чин архимандрита.
Отишао је 1864. године у Русију да сакупља прилоге за манастир Житомислић, тамо је боравио око две године и научио руски језик. Док је боравио у Русији, руски цар Александар II га је у Петрограду одликовао златним напрсним крстом. Вратио се 1866. из Русије у манастир Житомислић где је остао до 1870. године.
Фебруара 1870. ухапсила га је отоманска влада заједно са његовоим братом Јовом и јеромонахом Леонтијем Радуловићем, каснијим митрополитом. Годину дана су провели у затвору у Сарајеву. У марту 1871. турска влада их пошаље из Сарајева у Цариград, а онда из Цариграда у Триполи где су остали три месеца. После тога их пошаљу у Фезан у град Мурзук. У овом афричком месту провели су пуних 5 година, до 1876. године. Ослобођени су заузимањем страних конзула и врате се у Дубровник и на Цетиње где су морали остати због херцеговачког устанка до 1878. године. За време руско-турског рата 1877. придружио се устаницима. По завршетку рата 1878. године вратио се у манастир Житомислић којим је управљао до 1888. године. Цар Франц Јозеф I одликовао га је 1879. витешким крстом.
После смрти митрополита Леонтија Радуловића именован је за администратора, а 14. фебруара 1889. за митрополита захумско-херцеговачког. Посвећен је 16. априла 1889. године од стране митрополита сарајевског Ђорђа Николајевића, епископа бококоторског Герасима Петрановића и зворничко-тузланског Дионисија Илијевића. За време његове управе отворена је конзисторија у Херцеговини 25. маја 1897. године. Умро је 17. фебруара 1903. у Мостару, а сахрањен у манастиру Житомислић. Опело је извршио митрополит дабробосански Николај Мандић.
„Крај Серафимова живота био је пун немира и непријатности. Године су оставиле видљив траг на њему: он није био више онај стари борбени Серафим, него старац подложан разним, често нимало добрим утицајима. За време аутономне борбе био је на страни владе и у том правцу показао упорност која није била нимало позитивна, нити општој народној ствари корисна. Последица је била што је народ почео да избегава цркву и да се клони човека који је имао тако лепу и творачку прошлост.“